# Enrique Bianchi
Enrique Alfredo Pablo Bianchi Treviño (Lima, 28 de abril de 1880 - Lima, 3 de enero de 1928) fue un ingeniero y arquitecto peruano que realizó gran parte de su actividad profesional al servicio del Ministerio de Fomento y Obras Públicas, la Municipalidad de Lima y la Facultad de Arquitectura de la hoy Universidad Nacional de Ingeniería, de la cual fue miembro fundador. Conoció en París a Ricardo de Jaxa Malachowski e intervino decisivamente para que se trasladara a Lima. Entre sus obras se cuentan el Club Nacional y la Casona Pardo en Lima. 

## Biografía
Enrique Bianchi nació en Lima el 28 de abril de 1880. En 1906 terminó sus estudios superiores en la Escuela de Ingenieros del Perú, los cuales complementó poco después en Francia, en la Escuela de Bellas Artes y en la École des Travaux Publics de París, especializándose en arquitectura gracias a una beca del gobierno francés. Fue durante esta etapa, entre los años 1910 y 1911, que conocería al arquitecto polaco Ricardo de Jaxa Malachowski, a quien invitó a ir al Perú a trabajar.

Terminados sus estudios de arquitectura, Bianchi volvió al Perú donde, además de trabajar en el sector público, fue contratado como uno de los docentes fundadores de la nueva Sección de Arquitectos Constructores (actual Facultad de Arquitectura) de la Escuela de Ingenieros del Perú (hoy Universidad Nacional de Ingeniería) en conjunto con los polacos Ricardo de Jaxa Malachowski y Bruno Paprowsky. Dicha sección fue creada bajo decreto durante el gobierno del presidente Augusto B. Leguía, el 29 de abril de 1910. En esta etapa inicial ayudó a formular el primer plan de estudios para la carrera de arquitectura en el Perú, ceñida a las pautas de la Academia de Bellas Artes de París, fundando las clases de Estereotomía y Perspectiva. Trabajó como catedrático durante el resto de su vida, dictando los cursos de Arquitectura general y Perspectiva y formando a algunos de los primeros arquitectos educados en territorio peruano como Emilio Harth Terré, Julio Haaker Fort y Luis Velásquez Gómez Sánchez.

## Obra
Enrique Bianchi adoptó un estilo neoclásico aprendido durante su estancia en París. Julio Haaker Fort, discípulo y sucesor suyo en el cargo de ingeniero jefe de la Sección de Obras de la Municipalidad de Lima, diría lo siguiente acerca del estilo de su maestro: “su estilo era clásico, era el estilo de la época y él lo dominaba en todos sus recursos y él lo entendía en una forma muy sobria y digna”.

### Sector público
A partir de 1914, Bianchi empezó a trabajar como arquitecto del Estado para el Ministerio de Fomento y Obras Públicas, labor que desempeñó diseñando, supervisando y aprobando proyectos varios de infraestructura. En esta misma época, fue miembro de la Comisión del Centenario que presidió Federico Elguera Seminario. Años después, fue nombrado ingeniero jefe de la Sección de Obras de la Municipalidad de Lima. Recibió de esta manera la responsabilidad de que el desarrollo urbano se realizara correctamente en pleno período de modernización de la ciudad de Lima.
En su labor como arquitecto del Estado, Enrique Bianchi supervisó, codiseñó y aprobó la realización de gran número de obras como el Palacio de Justicia, el Palacio Legislativo, la aduana de Salaverry, el mercado de Huacho, la iglesia matriz de Caravelí, el mercado de Yanahuara, el camal de Trujillo, los obeliscos en la Pampa de Junín, entre otras obras. En 1916, durante el gobierno del presidente José Pardo y Barreda, se le dio a Bianchi, como arquitecto del Estado, el encargo de culminar con la construcción del edificio de la morgue de Lima, además de dotarlo de todo el material necesario para su buen funcionamiento.

### Sector privado

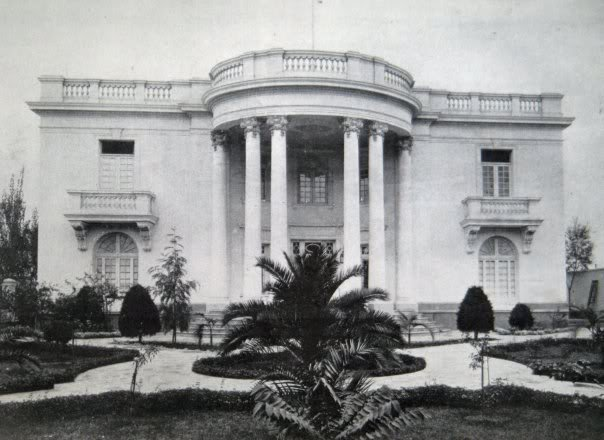
Casona Pardo en Miraflores.

Entre sus obras se cuentan la casona Pardo (construida para la familia de Salvador Gutiérrez Pestana y declarada Patrimonio Cultural de la Nación), la finca de Carlos Cillóniz Eguren en la avenida Colmena, la casa de Guillermo Cillóniz en la avenida Wilson, la sede del Lawn Tennis de la Exposición, el local de las Empresas Eléctricas y la sede actual del Club Nacional que diseñó en conjunto con Ricardo de Jaxa Malachowski. Asimismo, es autor del proyecto del Parque Universitario.
En la calle Hernán Velarde, en la urbanización limeña de Santa Beatriz, se construyó en 1925 la casa Boza que en el 2017 estuvo en riesgo de ser demolida, lo que dio origen a una acción ciudadana para impedirlo. Se menciona que es un ejemplo de estilo "pintoresquista" habitual en los nuevos barrios y urbanizaciones de la Lima de entonces. De hecho, se trata de las primeras viviendas familiares construidas en esta zona, símbolo de la "Patria Nueva" del gobierno del presidente Leguía.
También construyó en el distrito limeño de Barranco, en lo que hoy es el número 208 de la avenida Roque Sáenz Peña, un edificio de viviendas. Hoy se encuentra bajo la denominación "Casa República Barranco Boutique".